# ヒドロキシピルビン酸イソメラーゼ
ヒドロキシピルビン酸イソメラーゼ(Hydroxypyruvate isomerase、EC 5.3.1.22)は、以下の化学反応を触媒する酵素である。
ヒドロキシピルビン酸{\displaystyle \rightleftharpoons }2-ヒドロキシ-3-オキソプロパノン酸
従って、この酵素の基質はヒドロキシピルビン酸、生成物は2-ヒドロキシ-3-オキソプロパノン酸である。
この酵素は異性化酵素、特にアルドースをケトースに変換する分子内酸化還元酵素に分類される。系統名は、ヒドロキシピルビン酸 アルドース-ケトース-イソメラーゼ(Hydroxypyruvate aldose-ketose-isomerase)である。この酵素は、グリオキシル酸及びジカルボン酸の代謝に関与している。